# Abrothrix markhami
Abrothrix markhami е вид гризач от семейство Хомякови (Cricetidae). Видът не е застрашен от изчезване.

## Разпространение
Разпространен е в Чили.

## Описание
Популацията на вида е стабилна.